# Ashmeadiella cazieri
Ashmeadiella cazieri är en biart som beskrevs av Michener 1939. Ashmeadiella cazieri ingår i släktet Ashmeadiella och familjen buksamlarbin. Inga underarter finns listade i Catalogue of Life.